# میهان
میهان یا میهان هنزیران، روستایی در دهستان گافر بخش گافر و پارامون شهرستان بشاگرد در استان هرمزگان ایران است.

## جمعیت
بر پایه سرشماری عمومی نفوس و مسکن در سال ۱۳۹۵، جمعیت این روستا برابر با ۱۰۰ نفر (۳۷ خانوار) بوده‌است.